# Josephine Siebe
Josephine Siebe (10 de novembre de 1870 a Leipzig,† 26 de juliol de 1941 a Leipzig), periodista i escriptora de literatura infantil alemanya. Entre 1900 i 1940 publicà gairebé 70 llibres per a infants i per a xiquetes adolescents, a banda d'una gran quantitat de contribucions escrites per a recopilatoris anuals i col·leccions de revistes.

## Vida i obra
En principi, Siebe volgué dedicar-se a la pintura i el dibuix, però en descobrir el seu talent en l'escriptura es decantà per aquesta. El seu primer llibre, Stille Kämpfer (Lluitadors silenciosos, 1901), fou publicat poc després de la seva època escolar. El 1905 obtingué el primer premi de la revista Woche amb la seva obra Bäschen Bangbüchschen.
Siebe fou més tard directora dels suplements femenins de la revista Leipziger Tageblatt i de la secció femenina del Reclams Universum. Els seus primers èxits foren col·leccions d'històries infantils emmarcades en ambients rurals o de petites ciutats de comarques. El seu major èxit arribà amb una sèrie de llibres, escrits i publicats entre el 1921 i el 1930, amb el personatge de Kàsperle com a protagonista, un titella comú als països de parla alemanya que pertany a la mateixa tradició que Punch a Anglaterra, Pulcinella a Itàlia, Politxinel·la a Catalunya, Polichinelle a França, Petruixka a Rússia, Polichinela a Espanya o Karagöz a Turquia. El presentà com un titella vivent que procedeix d'una illa desconeguda (Kasperlàndia, habitada només per kàsperles). El personatge és un trapella incontenible i amic de les bromes, però no és mai violent, a diferència de la tradició general del titella ''Kasperl'' a Alemanya i Àustria.
El motiu de les joguines que per una estona o permanentment es desperten a la vida és constant a les diverses històries de Siebe, toc personal que li valgué l'èxit de la seva obra.

## Obres

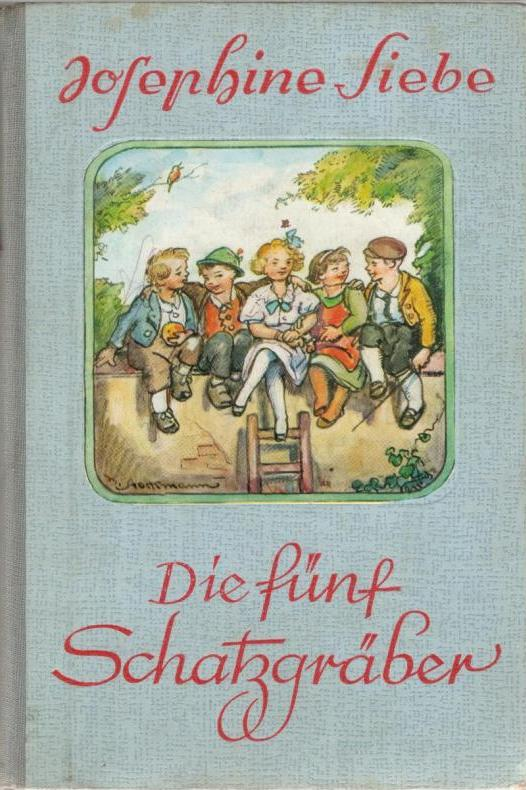
Siebe

Històries rurals i de ciutats petites de comarques
- Oberheudorfer Buben- und Mädelgeschichten (Històries de xiquets i xiquetes d'Oberheudorf) (1908)
- Neue Kindergeschichten aus Oberheudorf (Noves històries d'infants d'Oberheudorf) (1912)
- Die Oberheudorfer in der Stadt (Els veïns d'Oberheudorf a la ciutat) (1914)
- Drei aus Oberheudorf (Tres d'Oberheudorf)(1932)
- Rose, Linde und Silberner Stern (Rose, Linde i l'Estel d'Argent)(1917)
- Die Sternbuben in der Großstadt (Els xics de l'Estel a la gran ciutat) (1918)
- Feriengäste im Silbernen Stern (Estiuejants a l'Estel d'Argent) ((1920)
- Kleinstadtkinder (Nens de ciutat petita) (1910) (Títol posterior: Die fünf Schatzgräber, Els cinc cercadors de tresors, 1937)
- Meister Schnupphase und seine Freunde (El mestre Schnupphase i els seus amics) (1915)
- Die Schelme von Steinach (Els trapelles de Steinach) (1916)
- Dudeleins Garten und Schippels Kinder (El jardí de Dudelein i els nens de Schippel) (1919)
- Rund um die Rabenburg (Història sobre el Castell dels Corbs) (1919) (Títol posterior: Els nens del castell al castell dels Corbs, 1927)
- Im trauten Winkel (Al racó de confiança) (1922)
- Die neue Heimat (La nova llar) (1924)
- Friedel und die vier Spatzen (Friedel i els quatre pardals) (1930)
- Die verbannten Prinzessinnen (Les princeses desterrades) (1930)
- Die fünf Schatzgräber (Els cinc cercadors de tresors) (1937)
- Fritz Immerfroh (Fritz Semprealegre)(1938)
- Maxels sieben Reisen in die weite Welt (Els set viatges de Maxel per tot el món) (1939)

Històries d'animals i joguines
- Im Hasenwunderland (Al país meravellós de les llebres) (1910)
- Joli (1913) (Títol posterior: Bimbo) (1937)
- Das lustige Puppenbuch (El divertit llibre de les nines) (1929)
- Lump und Schlingel (Pocavergonya i Trapella) (1934)
- Das Teddybuch (El llibre de l'os de peluix) (1924)
- Sechs Bärenbrüder (Sis ossos germans) ((1927)

Llibres de Kàsperle
- Kasperle auf Reisen (Kàsperle de viatge) (1921)
- Kasperle auf Burg Himmelhoch (Kàsperle al castell d'Alt Cel) (1922)
- Kasperls Abenteuer in der Stadt (Aventures de Kàsperle a la ciutat) (1923)
- Kasperles Schweizerreise (El viatge a Suïssa de Kàsperle)(1925)
- Kasperle im Kasperland (Kàsperle a Kasperlàndia) (1926)
- Kasperle ist wieder da (Kàsperle torna a ser aquí) (1928)
- Kasperles Spiele und Streiche (Jocs i trapelleries de Kàsperle)(1930)

Llibres per a xiquetes
- Die Tasse des Königs (La tassa del rei) (1916)
- Die goldene Brücke (El pont daurat)(1918)
- Die Nichten des Herrn von Trentlin (Les nebodes del Senyor de Trentlin) (1919)
- Als noch die Postkutsche fuhr (Quan encara corria la carrossa de correus) (1921)
- Am Höhenweg (Al camí alt) (1921) (Títol posterior: Ellen und die lustige Ursel, Ellen i l'alegre Úrsula, 1932)
- Im trauten Winkel (Al racó de confiança) (1922)
- Im hellen Tal (A la vall clara) (1923)
- Lene Kellermann (1925)
- Die Dietrichskinder und andere Erzählungen (Els nens de Dietrich i altres contes) (1926)
- Liebesfeuer (El foc de l'amor) (1926)
- Anna Sabine und ihre Schwestern (Anna Sabine i les seves germanes) (1929)
- Das Wetterhexlein (La bruixeta de l'oratge) (1929)
- Frohe Mädel und ihre Kameraden (La xica feliç i els seus camarades) (1930)
- Das Haus im Walde (La casa al bosc) (1931)
- Lustige Feriengeschichten (Històries divertides de vacances)(1933)

Novel·les històriques
- Stille Kämpfer (Lluitadors silenciosos) (1901)
- Deutsche Jugend in schwerer Zeit (Joventut alemanya en temps difícils) (1904)
- Heimatsucher (El cercador de la pàtria) (1911)
- Das Ruhmesbüchlein (El llibret de la glòria) (1913)
- Die Steinbergs (Els de Steinberg) (1913) (Títol posterior: Die Jungen von Steinberg (Els xics de Steinberg, 1933)
- Deutsches Herz im welschen fremden Kleid (Cor alemany en roba forastera) (1915)
- Herrn de Charreards deutsche Kinder (Els nens alemanys del senyor de Charreard) (1922) (Títol posterior: Heimat im stillen Tal, La llar a la vall tranquil·la, 1934)
- Die kleine Mamsell Pfefferkraut (La petita senyoreta Herbadepebre)(1923)